# Justin Kientega
Justin Kientega (ur. 7 lipca 1959 w Temnaoré) – burkiński duchowny rzymskokatolicki, od 2010 biskup Ouahigouya.

## Życiorys
Święcenia kapłańskie przyjął 25 lipca 1987 i został inkardynowany do diecezji Koudougou. Przez wiele lat pracował jako duszpasterz parafialny, zaś od 2008 pełnił funkcję diecezjalnego ekonoma i kapelana szpitala w Koudougou.
2 lutego 2010 otrzymał nominację na biskupa Ouahigouya. Sakry biskupiej udzielił mu 29 maja 2010 jego poprzednik, abp Philippe Ouédraogo.